# Solella del Clascar
La Solella del Clascar és una solana del terme municipal de Sant Quirze Safaja, a la comarca del Moianès.
És en el sector oriental del terme municipal, al sud-est de la masia del Clascar, a la dreta del torrent del Sot del Grau i al sud-oest del Sot del Grau.